# Stinglbach
Der Stinglbach ist ein Bach in der Gemeinde Schwarzenberg am Böhmerwald in Oberösterreich. Er ist ein Zufluss des Klafferbachs.

## Geographie
Der Bach entspringt am Reischlberg nahe der Grenze zu Tschechien auf einer Höhe von 1232 m ü. A. Er weist eine Länge von 1,89 km auf. Er fließt Richtung Südwesten durch das Waldgebiet des Böhmerwalds. Der Stinglbach mündet südlich der Streusiedlung Holzschlag auf einer Höhe von 800 m ü. A. linksseitig in den Klafferbach. Sein Einzugsgebiet erstreckt sich über eine Fläche von 3,03 km².
Die Hochficht-Loipe, eine 14,8 km lange schwierige Langlaufloipe, quert den Bach.

## Umwelt
Der Stinglbach ist Teil der 22.302 Hektar großen Important Bird Area Böhmerwald und Mühltal. Sein oberer und sein unterer Abschnitt gehören zum 9.350 Hektar großen Europaschutzgebiet Böhmerwald-Mühltäler.